# 曼相区
曼相区是缅甸佤邦勐能县下辖的一个区。

## 地理
曼相区位于勐能县西北部，南接纳高区，东接弄切区，东北接勐冒县格龙坝区，西隔萨尔温江与缅甸中央政府控制区相望。

## 行政区划
曼相区下辖5乡：
- 曼相乡（Eung' Man Shiang）：永然村
- 爬腊乡（巴拉乡）：永来村
- 旺昂乡
- 曼卡乡：永布村[2]
- 满盘乡